# Selu Corona
La Selu Corona è una struttura geologica della superficie di Venere.